# Adrien Fauchier-Magnan
Adrien Fauchier-Magnan, né le 19 novembre 1873 à Paris et mort à Cannes le 6 août 1965, est un joueur de tennis, conservateur de musée, écrivain et critique d'art français.

## Biographie
En 1900, il prend part au tournoi de tennis des Jeux olympiques de Paris en double messieurs.
Il épouse en 1901 Valentine Delavigne, petite-nièce du poète Casimir Delavigne. 
Attaché aux Palais des Beaux-Arts et adjoint d'Henry Lapauze, il est conservateur au musée du Petit Palais puis devient conservateur honoraire des Musées de la Ville de Paris. Il possédait une importante collection d'ouvrages du 18e siècle, des toiles d'Hubert Robert ainsi que des dessins d'Antoine Watteau, de Saint-Aubin ou encore de Fragonard.
Il remporte le prix Montyon en 1948 avec Les Petites cours d’Allemagne au XVIIIe siècle et le prix d'Académie en 1935 pour Les Dubarry.

## Œuvres
- 1903 : L'hôtel Lambert, avec Robert Hénard, Paris, Librairie Emile Paul, 68 pages ;
- 1907 : Catalogue sommaire des collections Dutuit (collaborateur)
- 1910 : Lady Hamilton (1763-1815), d'après de nouveaux documents..., Paris, Librairie académique Perrin, XIV-375 pages ;
- 1925 : Catalogue de l'Exposition du paysage français de Poussin à Corot, mai-juin 1925 (collaborateur)
- 1934 : Les Dubarry. Histoire d'une famille au XVIIIe siècle, Paris, Hachette, 445 pages ;
- 1947 : Les Petites cours d'Allemagne au XVIIIe siècle, Paris, Flammarion, 285 pages, lire en ligne ; seconde édition, 1963, La Palatine, 269 pages
- 1954 : Goethe et la Cour de Weimar, La Palatine, 284 pages ;
- 1960 : C'était hier, éditions du Scorpion, 219 pages